# Sulfonati
Sulfonat je sol ili ester sulfonske kiseline. To je konjugirana baza sulfonske kiseline, opće formule R-SO2OH, gdje je R organska skupina. Sulfonati su općenito stabilni u vodi, ne oksidiraju i bezbojni su. 

## Sulfonatne soli
Anioni opće formule RSO3− nazivaju se sulfonati. Obično su to konjugirane baze sulfonske kiseline, formule RSO2OH.  Sulfonska kiselina obično reagira poput jakih kiselina, što čini njihove sulfonate bazama. Zbog stabilnosti sulfonatnih aniona, kationi sulfonatnih soli koriste se kao Lewisove kiseline.
Sulfonati se najčešće dobivaju organskom reakcijom alkilnih halida i sulfita (npr. natrijev sulfit (Na2SO3). Tu reakciju prvi je opisao Adolph Strecker 1868. godine (Streckerova sulfitna alkilacija). Opća reakcija je:
RX + M2SO3 → RSO3M + MX
Jod se koristi kao katalizator. 

## Sulfonatni esteri
Estri opće formule R1SO2OR2 nazivaju se sulfonatni esteri. Svaki član ove kategorije naziva se analogno nomenklaturi običnih karboksilnih estera. Npr., ako je R2 metil skupina a R1 trifluorometilna skupina, rezultirajući spoj bio bi metil trifluorometansulfonat.
Sulfonatni esteri najčešće se koriste kao reagensi u organskim sintezama iz razloga što je RSO3− grupa vrlo pogodna odlazeća grupa (fragment molekule koji se odvaja zajedno s parom elektrona pri heterolitičkom raskidanju kemijskih veza), naročito kada R privlači elektrone. Npr., metil-triflat je snažno sredstvo za metiliranje. Sulfonati se često koriste da bi se proteinskim međuvezama povećala rastvorljivost u vodi, kao što su N-hidroksisulfosukcinimid (sulfo-NHS), BS3, sulfo-SMCC i drugi.

### Sultoni
Ciklički sulfonski esteri nazivaju se sultoni. Jedan od primjera sultona je 1,3-propan sulton. Neki sultoni su kratkoživući međuproizvodi koji se koriste snažna alkilirajuća sredstva kako bi se u sintezi nekog spoja uvela negativno nabijena sulfonatna skupina. U prisustvu vode, oni se polako hidroliziraju na hidroksi sulfonske kiseline. Sulton oksimi su ključni međuproizvodi tokom sinteze protivkonvulzivnog lijeka zonisamida. Primjer sultona je tisokromid.